# پیبلوکتو

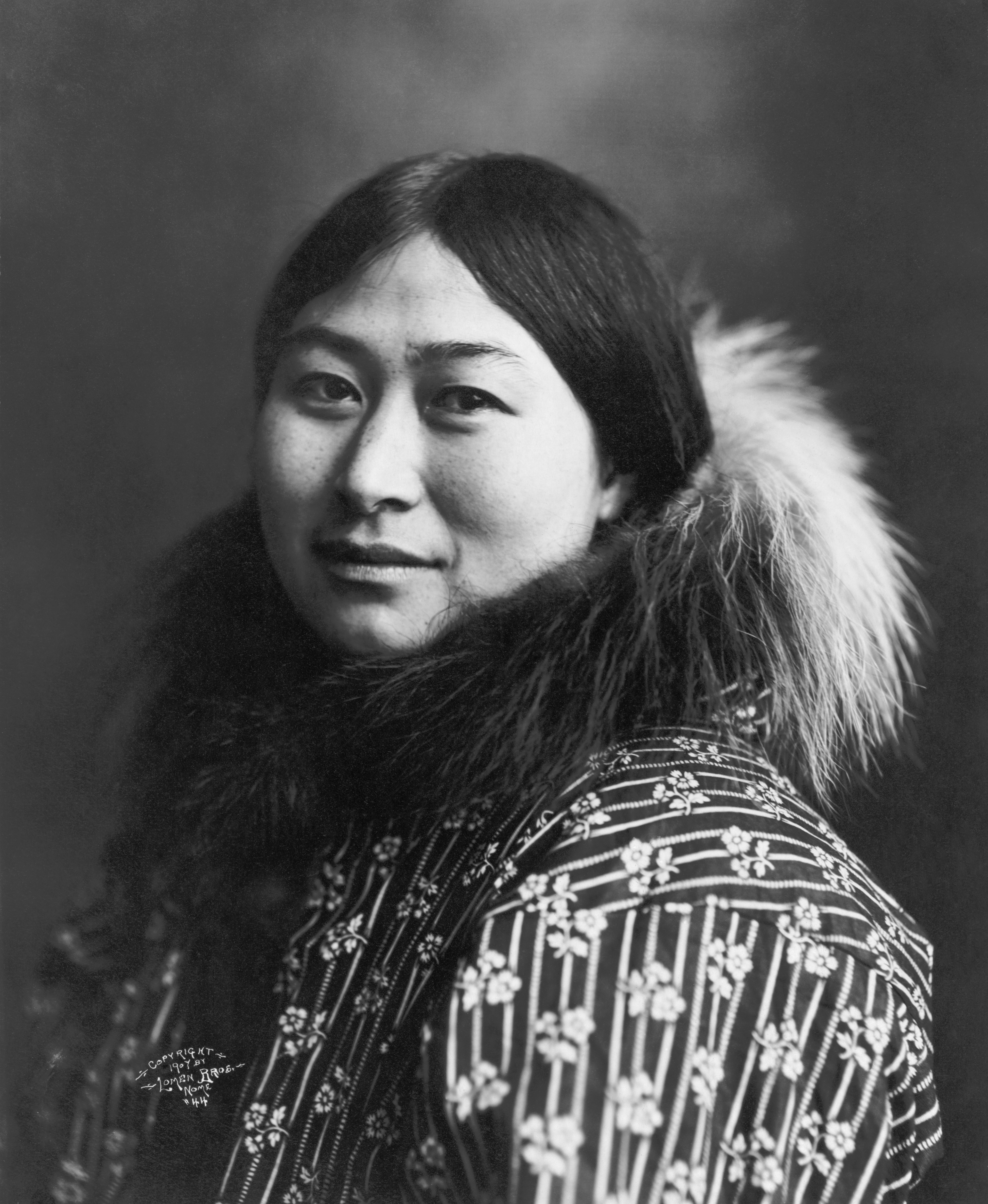
عکس نوادلوک/نوادلوک (نورا) اوتنا با پوشیدن پارکی با کلاه خزدار. اوتنا یک زن اینوپیات بود که سوژه محبوب عکاسان آلاسکایی در آن زمان بود

پیبلوکتو (به انگلیسی: Piblokto) یک اختلال وابسته به فرهنگ است که در DSM-IV توصیف شده است.
یک دورهٔ تجزیه‌ای همراه با حالت تحریک شدید به مدت تقریباً ۳۰ دقیقه که در پی آن  حمله تشنجی و پس از آن حالت اغماء به مدت تقریباً ۱۲ ساعت ظاهر می‌شود. بیشتر در جوامع اسکیموهای قطبی مشاهده می‌شود، ولی این بیماری با نام‌های محلی دیگری هم وجود دارد. قبل از حمله ممکن است بیمار چند ساعت یا چند روز منزوی  تحریک پذیر شود و معمولاً نسبت به کل حمله به او فراموشی دست می‌دهد. ضمن حمله ممکن است شخص لباس‌های خود را پاره کرده، وسایل خانه را بشکند، فحش دهد، به خوردن مدفوع اقدام کند، از مهارهای [حفاظتی] بگریزد یا سایر اعمال غیر منطقی و خطرناک انجام دهد.